# Alvar Garci Díez de Ribadeneyra
Alvar Garci Díez de Ribadeneyra (Madrid, segle xv) fou un noble i militar castellà.

## Biografia
Fill de Fernán Díez de Ribadeneyra, cambrer major del rei Joan II de Castella, i de Mayor Páez de Sotomayor.
Serví com a mestresala del rei Enric IV, al que acompanyà, juntament amb els seus fills, quan el monarca l'any 1473 va prendre les armes per sufocar diverses revoltes a Castella. Estigué en la primera entrada a Madrid dels Reis Catòlics com a monarques, els festejos de la qual, consistent en braus i canyes, van correr al seu càrrec, demostrant el seu poder econòmic. Pel coneixement que en tenia, el rei Ferran el feu membre del consell i l'envià dues vegades en qualitat d'ambaixador al rei Joan II de Portugal amb negocis d'envergadura. D'altra banda, feu construir un convent de religioses bernardes a la vila de Vallecas –localitat on hi tenia bona part de la seva hisenda– que serví com a lloc de recollida de les seves filles, netes i demés familiars, així com criades, mentre ell era a la guerra. Fundà, així mateix, un hospital per a malalts i de repòs dels caminants l'any 1487. Per al seu enterrament i el dels seus successors manà fer una volta sota les grades de l'Altar Major de l'església de San Nicolás de Madrid. Tanmateix, el cronista Gil González diu que el seu cos el 1623 era dipositat en el convent de Vallecas que ell havia fundat.
Casà amb María Díaz de Ávila, germana de Gonzalo de Ávila, mestresala de la reina Isabel I de Castella, amb qui tingué diversos fills.